# Južne Alpe
Južne Alpe su planinski lanac na Južnom otoku na Novom Zelandu. Imaju oblik kralježnice i dijele Južni otok na dva dijela u smjeru sjever - jug. U Južnim Alpama nalazi se Mount Cook, najviši vrh Novog Zelanda.
Južne Alpe uočio je Abel Tasman još 1642. godine. Ime ovom planinskom lancu dao je kapetan James Cook 1770. godine. 
Južne Alpe duge su 450 km od sjevera prema jugu. Najviši vrh Mount Cook visok je 3754 m, dok još 16 vrhova prelazi 3000 m nadmorske visine. Na tom području više velikih ledenjaka i jezera. Ledenjak Franz Josef zajedno s još dva okolna ledenjaka, dio je UNESCO-ove Svjetske baštine.
Grad Omarama, u podnožju planine poznat je po vjetru fen. Oko 25% biljki Novog Zelanda raste na ovom području, uglavnom biljke prilagođene oštroj klimi. 

## Galerija
- Pogled s Mount Hutta.
- Mount Cook.
- Pogled s ceste.
- Ledenjak Franz Josef.